# Lorenzo Amati
Lorenzo Amati (Santarcangelo di Romagna, 6 agosto 1880 – Roma, 4 settembre 1963) è stato un pallonista italiano.
Amati era soprannominato El Cin: aveva una struttura fisica esile ma esplosiva e scattante. Era celebre per le sue formidabili volate da battitore ma era pure talentuoso per il ruolo di spalla. Nel 1904 fu ingaggiato da una squadra di Torino poi da un'altra di Roma e da un'altra ancora di Bologna nel 1913. Nello sferisterio bolognese realizzò 10 volate su 12 giocate in una sola partita: primato condiviso con pochi altri nella storia; sempre a Bologna, la sua squadra rimase imbattuta per un lungo periodo. Nel 1921 si trasferì a Roma dove restò sino la morte.
{fonte di questo testo riadattato è l'opera di Leone Cungi Artisti degli sferisteri pubblicata nel 2007}